# Fly Me High
Fly Me High is de negende single van The Moody Blues (Het lidwoord The verviel later pas).
Fly Me High is de eerste single in de nieuwe samenstelling:
- Mike Pinder - Mellotron, piano, zang
- John Lodge - Gitaar, basgitaar, sitar, zang
- Justin Hayward - Zang, gitaar
- Ray Thomas - Fluit, zang
- Graeme Edge - Drums, zang

Het is tevens de eerste single van de band, die geschreven en gezongen is door Justin Hayward. Voorts heeft de band ook een nieuwe producer in Tony Clarke, die de gehele succesvolle periode bij de band zou blijven. Hayward is in dit lied “in de wolken”. De B-kant werd het op dezelfde dag opgenomen: het al oudere Really Haven’t Got the Time van Mike Pinder, die zelf ook de solozang voor zijn rekening neemt. Bij Pinder gaat werk voor het meisje.
Het was geen goede nieuwe start, want met dit plaatje konden de Moodies nog geen potten breken; geen noteringen in de  Nederlandse, Engelse of Amerikaanse hitparade.
Net als vele voorgangers werden de nummers niet direct uitgebracht op een elpee. Ze verschenen in eerste instantie wel op de elpee On Boulevard de la Madeleine, maar die werd alleen in Nederland uitgebracht. In 1987 volgde een uitgave op Prelude, een album met tracks die nog niet eerder op een album waren uitgebracht.